# こぐれみわぞう
こぐれみわぞう（Miwazo Kogure、1972年6月10日 - ）は、日本のロックチンドン奏者、歌手（2012年～）、箏奏者。千葉市出身。明治大学文学部演劇学専攻卒。

## 来歴
3歳から箏曲を始め、11歳で師範名取を襲名。
明治大学文学部演劇学専攻卒業。卒論のテーマはイディッシュ演劇。
1997年夏、「ソウル・フラワー・モノノケ・サミット」の初の海外ツアーに、チンドン太鼓奏者として参加。香港でデビュー。
その後、大熊ワタル率いる「シカラムータ」「ジンタらムータ」を拠点に、華麗かつハイブリッドなロックチンドンの旗手として国内外で活躍。ジャンルも国境も越えるボーダーレスで祝祭感に満ちた音楽性と、着物をアレンジした衣装でダンサブルに演奏するハイブリッドな魅力は、特に海外で大反響を呼び続ける。
2015年、NYの現存最古のイディッシュ劇場Folksbiene創立100年を祝うユダヤ音楽祭「Kulturfest NYC」に、大熊ワタルと共にアジア代表として招聘され出演、世界のクレズマーシーンにデビュー。非ユダヤでありながら、東欧ユダヤのクレズマー音楽演奏家・歌手として高く評価され、以降、海外各地のフェスティバルから招聘が続く。
歌手としての活動は、東日本大震災を機に2012年から開始。
ブレヒトソングとイディッシュ歌謡に始まり、多言語の様々な歌や民謡、盆踊り歌などを歌う稀有な歌い手となる。
2021年、「三文オペラ」のほぼ全曲を、たった一人で男女五役演じ分けながら歌い切る「みわぞう sings 三文オペラ」を完成させ、公演を成功させる。前代未聞の快挙は、音楽学およびドイツ文学の研究者たちを中心に大きな話題を呼ぶ。
箏曲家としては、20年のブランクを経たのち、2015年、Yumi Hara, Chris Cutler, Dagmar Krauseらとのユニット「Half the sky」の前衛ロックの楽曲演奏で再始動。世界で初めて、箏をクレズマーやイディッシュソングと融合させ、ユダヤ音楽と箏の魅力を同時に引き立てている。
2022年夏、ドイツ・ハンブルクでのSocalled主宰ミュージカル「TIME the 4th SEASON featuring MIWAZOW」では、チンドン太鼓、箏、歌の三種を駆使し、準主役を務める。
2023年秋、ブラジル・サンパウロのユダヤ文化フェスティバル「Kleztival」主催の音楽賞「Bubbe Awards」にて最優秀賞受賞。

## 人物
- シカラムータ、ジンタらムータのメンバー
- 1997年、ソウル・フラワー・モノノケ・サミットに参加し、チンドン太鼓奏者としてデビュー
- 2012年、歌手活動を開始
- ベルトルト・ブレヒトの詞によるブレヒトソングや、イディッシュ語の歌をレパートリーにする
- 幼少時より箏曲（山田流）を習い、11歳で師範名取を襲名

## 主な出演
- 田中泯「独舞」(2006)

- 串田和美「空中キャバレー(2011)」

- 「トットてれび」(NHK 2016)

- 「ETV no art, no life/森山直太朗、古川琴音」(ETV 2022)

- 「星座へ/Brett Bailey演出」(SPAC/2022)

- 「ジャズ大名(横浜KAAT/2023)」